# Jak Knight
Jakim Seeallah Maulana (* 6. November 1993 in Seattle, Washington; † 14. Juli 2022 in Los Angeles, Kalifornien), Künstlername Jak Knight, war ein US-amerikanischer Komiker und Schauspieler.

## Leben
Jak Knight wurde als Jakim Seeallah Maulana in Seattle geboren und wuchs im Süden der Stadt in den Vororten Renton und Kent auf. Knight entdeckte sein Interesse an der Comedy im letzten Jahr an der High School; nach seinem Abschluss zog er nach Los Angeles. Er starb im Alter von 28 Jahren an den Folgen einer selbst beigebrachten Schussverletzung; sein Leichnam wurde in der Nähe einer Böschung gefunden.

## Karriere
Knight begann seine Karriere früh mit Stand-up-Comedy; zu seinen Vorbildern gehörten Formate wie The Boondocks und Künstler wie Dave Chappelle. 2014 wirkte er als Autor und Darsteller in der Miniserie LieGuys mit. Seinen ersten größeren Auftrag als Autor bekam er von Keith und Kenneth Lucas, für deren Fernsehserie Lucas Bros Moving Co er mit Anfang 20 zu schreiben begann, wie er 2018 in einem Interview mit dem Magazin Respect verriet. 2017 spielte er in dem Fernsehfilm Playlist, den er auch mit produzierte.
Ab 2017 arbeitete er als Autor und Synchronsprecher der Zeichentrickserie Big Mouth, in der er der Figur DeVon die Stimme lieh und mit Jordan Peele und Maya Rudolph zusammenarbeitete; für Big Mouth war er ab 2019 auch als Produzent tätig. Ebenfalls ab 2019 steuerte er als Autor Drehbücher zur Fernsehserie Black-ish von ABC bei.
Zusammen mit Sam Jay, Langston Kerman und Chris Redd entwickelte er Bust Down. In der Fernsehserie arbeitet eine Gruppe von Freunden zu Niedriglöhnen in einer Spielbank in Gary im US-Bundesstaat Indiana. Ebenfalls mit Sam Jay arbeitete Knight als Autor, Produzent und Schauspieler an der Comedy-Serie Pause With Sam Jay, die auf HBO ausgestrahlt wurde.
Neben der Arbeit vor und hinter der Kamera arbeitete Knight als Synchronsprecher; so war im Jahr 2016 im Computerspiel NBA 2K17 zu hören und 2021 in American Dad. 2018 war er mit seinem Stand-up-Comedy-Programm Teil des Comedy Lineup von Comedy Central, mit dem er landesweit unterwegs war und die Bühne mit Größen wie Eric Andre, Aziz Ansari oder Joel McHale teilte.
Zuletzt war er in Chelsea Perettis Regiedebüt First Time Female Director zu sehen; der Kurzfilm Bizarro World aus dem Jahr 2023 wurde ihm gewidmet. Für seine Arbeit als Autor wurde er im Jahr 2022 und – posthum – im Jahr 2023 für den WGA Award (TV) der Writers Guild of America in der Kategorie „Comedy/Variety Sketch Series“ für Pause with Sam Jay nominiert.
Im deutschen Sprachraum wurde Knight unter anderem von Daniel Montoya und Lucas Wecker synchronisiert.

## Filmografie (Auswahl)
- 2014: LieGuys (Miniserie)
- 2016: NBA 2K17 (Computerspiel)
- 2017: Playlist (Fernsehfilm)
- 2017–2022: Big Mouth (Fernsehserie)
- 2020: Headass (Idiot Shinji): Open Mike Eagle (Musikvideo)
- 2021: American Dad (Fernsehserie)
- 2021–2022: Pause with Sam Jay (Fernsehserie)
- 2022: Bust Down (Fernsehserie)
- 2022: That Damn Michael Che (Fernsehserie)
- 2023: First Time Female Director

## Drehbuchautor (Auswahl)
- 2014: LieGuys
- 2015: Lucas Bros Moving Co (8 Folgen)
- 2017–2021: Big Mouth (23 Folgen)
- 2018: The Comedy Lineup
- 2019–2021: Black-ish (11 Folgen)
- 2021: Immoral Compass (10 Folgen)
- 2022: Bust Down (6 Folgen)
- 2022: Pause with Sam Jay (7 Folgen)

## Produzent (Auswahl)
- 2017: Playlist (Fernsehfilm)
- 2018: The Comedy Lineup (Fernsehserie)
- 2019–2021: Big Mouth (Fernsehserie; 31 Folgen)
- 2021–2022: Pause with Sam Jay (Fernsehserie; 14 Folgen)
- 2022: Bust Down (Fernsehserie; 6 Folgen)